# 채승민
채승민은 대한민국의 KBS제주방송총국 기자이다. 현재 보도부 기자이다. 옛날 에는 JIBS에 입사 한뒤 지2007년에 KBS제주방송총국 로 갔다

## 경력
- 2003년 JIBS 보도국 기자 입사함
- 2007년 KBS제주방송총국 기자 이적
- 제주특별자치도청, 제주 법원, 제주 검찰 출입기자
- KBS제주방송총국 보도부 기자

## 수상
- 2021년 2월 5일 : 제주도기자협회 기자상 수상